# Al-Ka’im

Mapa granicy iracko-syryjskiej przy Al-Ka’im

Al-Ka’im (arab. القائم, Al-Qāʾim) – miasto w zachodnim Iraku, w muhafazie Al-Anbar, przy granicy z Syrią, nad rzeką Eufrat, około 400 km od Bagdadu, siedziba administracyjna dystryktu Al-Ka’im. W 2009 roku liczyło ok. 60 tys. mieszkańców.
Miasto rozwinęło się w XX wieku wskutek wydobycia uranu i istnienia cementowni, ważną część ekonomii stanowi rolnictwo, oparte na żyznej ziemi, oraz przemyt. W maju 2005 było areną walk między partyzantami a armią amerykańską. Od sierpnia 2014 jest opanowane przez Państwo Islamskie. Od 2017 stanowi faktyczną stolicę Państwa Islamskiego.